# Каноас
Каноас е град в щата Риу Гранди ду Сул, Бразилия. Населението му е 333 322 жители (2006 г.), което го прави 4-ти по население в щата. Площта му е 131,097 кв. км. Основан е на 27 юни 1939 г. Намира се на 8 м н.в. В града е разположена Военновъздушна база „Каноас“ на Бразилските военновъздушни сили.